# Stigmella rhynchosiella
Stigmella rhynchosiella (лат.) — вид молей-малюток рода Stigmella (Nepticulinae) из семейства Nepticulidae.
Эндемик Южной Африки (Transvaal, Pretoria). Яйца откладывают на верхнюю поверхность листьев. Гениталии самок отличаются длинными апофизами (передние длиннее задних). Эдеагус с зубцом  в задней части везики. Гусеницы минируют листья растений Rhynchosia nitens Benth. (семейство Бобовые).
В апикальной части передних крыльев развиты две жилки: R4+5 и M.